# جولیا لاتسارینی
جولیا لاتسارینی (ایتالیایی: Giulia Lazzarini؛ زادهٔ ۲۴ مارس ۱۹۳۴) بازیگر اهل ایتالیا است. در سال ۲۰۰۳ او جایزه اوگو بتی را به خاطر یک عمر فعالیت هنری دریافت کرد.
از فیلم‌ها یا برنامه‌های تلویزیونی که وی در آن نقش داشته‌است، می‌توان به رستاخیز، سرنوشت ، مکان و مادر من اشاره کرد.